# LAMCO
 (octobre 2018).
La Liberian-American-Swedish Mining Company (LAMCO) ou Société minière libérienne, américaine et suédoise (LAMCO) est une société libérienne disparue qui exploitait du minerai de fer dans le Comté de Nimba, au Liberia. 
Le mont Nimba est une montagne riche en fer, s'élevant à 1 752 m d'altitude aux confins de la Guinée à l'ouest et au nord, dont il constitue le point culminant, de la Côte d'Ivoire à l'est, et du Liberia au sud. Son gisement de minerai de fer est un des plus beaux des régions tropicales dans les années 1960: dépassant huit millions de tonnes dès 1965, la production y avoisine dès 1969 les dix millions de tonnes. 

## Histoire
La société LAMCO a vu le jour dans le sillage des débuts de l'exploitation du minerai de fer en Guinée, pays tout proche. En 1947, une compagnie franco-britannique en Guinée et la Republic Iron and Steel Company à capitaux américains au Liberia, entreprirent des campagnes systématiques de prospection, suivies de débuts d'exploitation du minerai. Constituée en 1949 avec des capitaux d'origine française pour les deux tiers et par ceux de la British Iron and Steel Company anglaise (BISCORE) pour le reste, la Société minière de Conakry était une société de droit français à l'origine coloniale. Quatre ans après sa fondation, six milliards de francs furent nécessaires en 1953 pour l'achat d'un parc de wagons et mettre en exploitation les carrières de la presqu'île du Kaloum. La même année, le premier minerai de fer guinéen quittait Conakry. La SMC est devenue, après l'indépendance de la Guinée, une société guinéenne dont le siège est à Conakry. 
En 1951, la Liberian Mining Company, filiale d'un empire américain de l'acier, la Republic Steel, chargeait à Monrovia du minerai de fer des Bomi Hills. Dans les années 1950, les sidérurgistes européens, se préoccupèrent à leur tour de l'approvisionnement et des minerais riches d'Afrique occidentale.
Fondée en 1955 par des investisseurs américains et suédois, la société LAMCO a établi la première opération minière à grande échelle au Liberia à la suite de la découverte du gisement minéralisé du mont Nimba par le géologue écossais Sandy Clarke dans les années 1950, en 1955 selon plusieurs sources. 
En 1953, le gouvernement libérien a donné la permission à  un groupe de géologues étrangers de commencer à explorer le Comté Nimba du nord. Lamco est fondée deux ans plus tard par un groupe d'investisseurs américains et suédois pour exploiter ce minerai.
Un chemin de fer à voie normale d'environ 250 km a été construit entre 1960 et le début de 1963, reliant la mine au nord du pays au port de Buchanan. À la suite de la découverte du gisement du mont Nimba, LAMCO renonça, en 1960, à exploiter celui des Puta Hills. Mais l'importance des capitaux à mettre en jeu au mont Nimba exigeait des fonds très importants, qui furent apportés par le biais de nouvelles participations financières : la LAMCO pour 75 % et la Bethlehem Steel Corporation pour 25 % formèrent alors la LAMCO Joint Venture. Les principaux partenaires au sein du consortium global des monts Nimba étaient la Bethlehem Steel Corporation avec 25 % des actions, le gouvernement libérien avec 37,5 % et la Grangesberg avec près de 15 %. Pour exploiter les gisements du mont Nimba, la LAMCO Joint Venture dépensa 220 millions de dollars entre 1960 et 1965.
En mai 1960, les treize principaux sidérurgistes de la Ruhr allemande ont signé un contrat avec la LAMCO Joint Venture, s'engageant à charger chaque année au port de Buchanan, pendant vingt ans, 2,5 millions de tonnes de minerai, à des prix fixés à l'avance, tenant compte des coûts de production et de l'amortissement des capitaux engagés. 
Dès 1962, Usinor, Italsider et plusieurs sidérurgistes belges conclurent à leur tour des contrats stipulant l'achat par chacun d'eux de 0,5 à 0,7 million de tonnes de minerai par an. De son côté, la Sierra Leone Development Company s'est engagée à fournir 6 millions de tonnes de minerai à des groupes allemands et italiens au cours de la décennie 1961-1971.
La production de minerai de fer a commencé en 1963 et dans ses dix premières années LAMCO a extrait 84 millions de tonnes de minerai de fer du mont Nimba. En 1967, plus de 21 millions de tonnes de minerai ont été tirés des six mines de fer en Afrique noire occidentale dont celle de LAMCO au Liberia, c'est l'apogée de ces mines.  Le mont Tokadeh a été aussi exploité à partir de 1972, mais fermé en 1982 en raison d'un marché du minerai de fer mondial déprimé et marqué par des cours en baisse.
Une politique de nationalisation a été mise en place par la suite, qui a eu pour effet d'éliminer progressivement le personnel minier non libérien. La zone résidentielle des employés des mines a été déplacée de Grassfield à Yekepa, qui est devenu la ville de la région, avec une population de plus de 20 000 habitants à la fin des années 1970.
En novembre 1989, LAMCO a été reprise par la société Liminco dans le cadre d'un contrat de dix ans. Les opérations ont été perturbées, mais jamais endommagées, à plusieurs reprises à partir de septembre 1990 et ont été interrompues en janvier 1994, lorsque les navires n'étaient plus disposés à prendre du minerai au port de Buchanan. 
Peu de temps après l’arrêt des opérations, les sites de Liminco à Yekepa et Buchanan ont été pillés.
Dans les années 2000, l’ancienne exploitation minière de LAMCO a été réactivée par Arcelor Mittal.  En
2005, avant la fusion-absorption d’Arcelor, Mittal Steel SA acquiert en concession le site de Yekepa, mine, ouverte dans les années 1950 par l’entreprise Lamco. Le fer libérien approvisionne surtout les aciéries du groupe ArcelorMittal, qui par le jeu des prix de transfert affiche des tarifs en dessous de la valeur de marché et réduit ainsi les royalties dues au Liberia, qui perd un gisement important, mais aussi le contrôle d’un chemin de fer et d’un port stratégiques.